# Осборн, Шэрон
Шэ́рон Рэ́йчел О́сборн (англ. Sharon Rachel Osbourne; в девичестве — Ле́ви, позднее — А́рден; род. 9 октября 1952 года) — английская и американская телеведущая, музыкальный менеджер, автор и бизнесвумен. Вдова английского музыканта Оззи Осборна.
Шэрон прославилась в начале 2000-х, когда телеканал MTV пустил в эфир реалити-шоу «Семейка Осборнов», рассказывающее о повседневной жизни четы Осборнов. Позднее Осборн стала судьёй в шоу талантов «The X Factor» (2004—2007, 2013, 2016—2017) и «Америка ищет таланты» (2007—2012).
Как музыкальный менеджер, Шэрон сыграла ключевую роль в возрождении карьеры Оззи Осборна после его увольнения из Black Sabbath; именно ей принадлежала идея создания фестивального тура Ozzfest, который проводился практически ежегодно с 1996 по 2018 год. Она основала своё агентство, Sharon Osbourne Management, чтобы заниматься продвижением различных музыкантов, в том числе Гэри Мура, Motörhead, Литы Форд, The Quireboys и The Smashing Pumpkins.
С 2003 по 2004 год Шэрон вела собственное ток-шоу «Шоу Шэрон Осборн», которое транслировалось преимущественно в США и на британском телеканале Sky One. В 2010 году она стала участницей 9 сезона американского реалити-шоу «Ученик» и также была назначена соведущей ток-шоу «Разговор», которое покинула в 2021 году. В 2022 году стала вести аналогичное ток-шоу на сервисе TalkTV. В 2024 году появилась в 24 сезоне шоу «Большой брат знаменитости».
Осборн выпустила две автобиографии и два романа. Её первая автобиография, «Экстрим», вошла в список бестселлеров британской газеты «Воскресное время».

## Биография
Шэрон Рэйчел Леви родилась 9 октября 1952 года в Лондоне, Англия, в семье музыкального менеджера Дона Ардена (урождённого Гарри Леви; 1926—2007) и его жены, Хоуп (в девичестве Шоу; 1916—1999). У неё также есть старший брат, Дэвид Арден, с которым она не поддерживает связь на протяжении многих лет. Мать Шэрон имела ирландское происхождение, а отец был ашкеназцем.
Осборн открыто говорила о том, что её детство было очень тяжёлым и насилие являлось нормой. Для неё было обычным делом увидеть, как отец кому-то угрожает или размахивает огнестрельным оружием. Дон занимался менеджментом Black Sabbath, и именно он уволил Оззи в 1979 году из-за его проблем с зависимостью, после чего карьерой музыканта стала заниматься сама Шэрон; такое решение очень разочаровало Ардена, который впоследствии отрёкся от собственной дочери. Дон пытался её ограбить, убить и говорил Оззи, что Шэрон соблазняла его. В интервью 2001 года Осборн сказала, что её отец никогда не видел и не увидит её детей. Изначально Шэрон сказала детям, что их дедушка умер, однако однажды они случайно увидели его на улице, когда Осборн кричала на него, после чего сказала, что это был Тони Кёртис. В 2001 году она воссоединилась с отцом во время съёмок «Семейки Осборнов». В августе 2004 года Шэрон рассказала, что Дон страдает болезнью Альцгеймера, и все расходы на уход за ним она выплачивала самостоятельно вплоть до его смерти в 2007 году.
Отношения с матерью у Шэрон аналогично не сложились. Уже в зрелом возрасте Осборн узнала о тяжёлом детстве своей мамы, которая жила в бедности и в 12 лет попала за решётку из-за кражи; тем не менее, дружеских взаимоотношений и взаимной симпатии, как у матери и дочери, у них так и не возникло. В 17 лет Шэрон потеряла девственность и через 2 месяца поняла, что беременна, однако из-за давления общественности, особенно матери, вынуждена была сделать аборт, о котором очень жалела и называла самой худшей вещью, которую ей пришлось сделать.

## Карьера

### 1980—2000: Менеджмент Оззи Осборна и других артистов
В 1979 году 27-летняя Шэрон начинает заниматься сольной карьерой Оззи Осборна, благодаря чему музыкант набирает новый виток популярности и реабилитируется на сцене после увольнения из Black Sabbath. В сентябре 1980 года Оззи выпускает дебютный студийный альбом Blizzard of Ozz, который был записан в том числе благодаря содействию Шэрон в создании аккомпанирующей группы из Рэнди Роадса, Роберта Дэйсли и Ли Керслейка, хотя ей и не хотелось, чтобы им достались кредиты авторства.
В 1996 году Шэрон решила основать фестивальный тур Ozzfest после того, как организаторы музыкального фестиваля Lollapalooza на предложение выступить Оззи ответили отказом, заявив, что он неактуален, как артист. Ozzfest снискал популярность и стал ежегодным в США и Европе, однако билеты были платными и постепенно росли в цене, поэтому в 2007 году было принято решение сделать фестиваль со свободным входом, дабы привлечь больше желающих. 31 декабря 2018 года Ozzfest был проведён в последний раз.
Шэрон решила заниматься менеджментом не только Оззи, но и других артистов через своё агентство Sharon Osbourne Management. Она руководила продвижением Гэри Мура, Motörhead, Литы Форд, The Quireboys, The Smashing Pumpkins и Coal Chamber.

### 2001—2007: «Шоу Шэрон Осборн», «The X Factor», автобиографии и «Америка ищет таланты»
Осборн получила статус знаменитости в начале 2000-х, когда на MTV состоялась премьера реалити-шоу «Семейка Осборнов», где была показана повседневная жизнь Шэрон, Оззи, Келли и Джека, которая всегда оставалась за кадром. Как человек, который вёл переговоры с MTV об экранизации шоу, Шэрон приписывают то, что она превратила своего мужа из иконы хэви-метала в обычную мейнстримную знаменитость. «Семейка Осборнов» имела успех не только в Британии, но и в США, обеспечив самые высокие рейтинги телезрителей за всю историю существования MTV. Кроме того, «Семейку Осборнов» называют основоположником реалити-шоу о жизни знаменитостей. В 2008 году дом в Беверли-Хиллс, где снимали шоу, был продан Кристине Агилере.

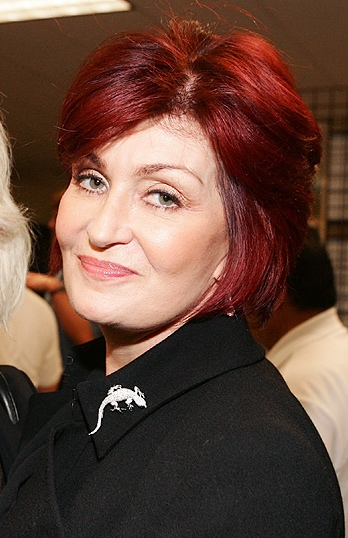
Осборн на конференции в Лос-Анджелесе, февраль 2007 года

В 2004 году Шэрон стала одним из судей телешоу «The X Factor». В том же году она создала собственное ток-шоу — «Шоу Шэрон Осборн», которое, однако, больше 1 сезона в эфире не продержалось; программа была раскритикована за отсутствие у Осборн навыков телеведущей. Судейство Осборн на «The X Factor» неоднократно критиковалось за чрезмерную экспрессивность, которая иногда доходила до неуместных комментариев в адрес участников.
В октябре 2005 года была опубликована первая автобиография Шэрон, «Экстрим», в которой она рассказала о своём детстве, браке с Оззи и карьере в индустрии развлечений. В 2006 году британский телеканал ITV объявил о запуске нового ток-шоу, «Миссис Осборн представляет», которое впоследствии было переименовано в «Шоу Шэрон Осборн»; Осборн подписала сделку с ITV стоимостью в 2 миллиона фунтов. Первоначально программа имела хорошие рейтинги, но в скором времени, из-за запуска в сетку эфира других телешоу, конкурировать ток-шоу было всё тяжелее. 29 мая того же года начался показ спецвыпусков шоу «The X Factor: Битва звёзд», где участвовала Шэрон.
20 апреля 2007 года стало известно, что Осборн станет одним из судей шоу «Америка ищет таланты» с Пирсом Морганом и Дэвидом Хассельхоффом, заменив Брэнди Норвуд. Во время шоу у неё возникали конфликты с Пирсом; в одном эпизоде была показана словесная перепалка после того, как Пирс жёстко раскритиковал ребёнка, пришедшего на прослушивание. В том же году была опубликована вторая автобиография Осборн — «Выжившая. Моя история: Следующая глава», которая является продолжением «Экстрима»; в ней Шэрон подробно рассказывает о смерти отца, съёмках «Семейки Осборнов», конфликтах в семье и судействе на «The X Factor» и «Америка ищет таланты».

### 2008—настоящее время: Последующая работа на телевидении и писательство
6 июня 2008 года было объявлено, что Шэрон покидает «The X Factor» по собственному желанию, при этом британские СМИ сообщали, что её решение отчасти могло быть связано из-за достаточно конфликтных и пылких взаимоотношений с Саймоном Коуэллом и Луи Уолшом. Продюсеры шоу, в свою очередь, заявили, что уважают решение Осборн и желают ей всего наилучшего. 22 августа появилась информация о том, что Шэрон желает выпустить свой первый роман и находится на стадии переговоров с издательствами. 12 октября состоялась премьера шоу «Школа очарования Шэрон Осборн», и в эпизоде от 13 декабря, где все участники собрались вместе ещё раз, у Осборн произошла перепалка с Меган Хоссерман, которая высказала оскорбительные и неуместные комментарии об Оззи и его зависимостях. Шэрон выплеснула ей в лицо напиток и схватила за волосы, после чего Хоссерман подала на неё в суд, и они достигли соглашения лишь в 2011 году. В феврале 2009 года в интервью Пирсу Моргану подтвердила, что её решение уйти из «The X Factor» было обусловлено непростыми взаимоотношениями с Данни Миноуг, которую Шэрон «не хотела терпеть ещё последующие полгода». 31 марта того же года состоялась премьера первого и единственного эпизода шоу варьете «Семейка Осборнов: Перезагрузка», которое должно было ознаменовать триумфальное возвращение знаменитой семьи на телевидение, но обернулось провалом. Эпизод, изначально занимавший час хронометража, обрезали до 35 минут, и телезрители не оценили концепцию программы, а рейтинг оказался настолько маленьким, что телеканал Fox принял решение о закрытии, при том, что у шоу было не выпущено ещё 5 полноценных эпизодов.
В феврале 2010 года был опубликован первый роман Шэрон, «Месть», где раскрывалась тема сексуальных отношений и наркотиков. В марте Осборн появилась на шоу «Ученик» в качестве «квартирантки», и по итогам заняла 3 место. 18 октября вышел первый выпуск ток-шоу «Разговор», где Шэрон стала одной из ведущих.
В августе 2012 года Осборн покидает шоу «Америка ищет таланты». В сентябре она выразила желание вернуться на панель судейства «The X Factor». Сообщалось, что её хотят задействовать в сезоне 2013 года, заменив Тулису. Подопечная Шэрон, Сэм Бэйли, одержала победу. В следующий сезон Осборн уже не вернулась, и её заменили Шерил Коул. В 2013 году в свет также вышла ещё одна её автобиография — «Несломленная: Моя новая автобиография», где она подробнее рассказывает о семейной жизни и о том, как её брак с Оззи практически потерпел крах.
В 2014 году Осборн стала гостьей программы «Свободные женщины», где рассказала о том, что Келли и Джек часто подвергались травле в социальных сетях. 1 июня 2016 года объявили, что Шэрон вновь вернётся в качестве судьи «The X Factor». Два года спустя она подтвердила, что больше не планирует возвращаться в шоу.
В 2020 году Осборн исполнила эпизодическую роль в 5 сезоне сериала «Люцифер». Весной 2021 года Шэрон покидает ток-шоу «Разговор» после скандальных обвинений в расизме от Шерил Андервуд. Год спустя она стала ведущей аналогичного ток-шоу на сервисе TalkTV.
5 июля 2025 года состоялся прощальный концерт Оззи Осборна «Back to the Beginning», организацией которого занималась Шэрон. Концерт был благотворительным, и выступающим артистам оплатили лишь проезд, без дополнительного гонорара. Уже после шоу Осборн была возмущена выдумке журналистов об итоговой сумме денег, собранных с мероприятия. Более того, она также заявила, что одну из групп ей пришлось «выкинуть» из списка выступающих, потому что они запросили гонорар за своё выступление.

## Публичный имидж
Шэрон Осборн известна своей откровенностью, сильным духом и яростной защитой своей семьи; сама она признавалась, что является «магнитом для драмы» из-за собственной эксцентричности, и в прошлом сожалела о некоторых своих поступках. В культуре хэви-метала многие люди ненавидели Шэрон, сравнивая её со злой мегерой и кукловодом, которая постоянно контролировала жизнь супруга как на сцене, так и в повседневной жизни. Тем не менее, на протяжении всей жизни Шэрон постоянно защищала Оззи и агрессивно реагировала на любые недобросовестные обвинения и замечания в его адрес. Когда её сыну, Джеку, диагностировали рассеянный склероз, руководство телеканала NBC сразу же уволило его; Шэрон не только заступилась за сына и ушла вместе с ним, но и обвинило руководство в эйблизме. Журналистам, критиковавшим детей, она однажды отправила целую коробку с их экскрементами.
В 2003 году Осборнам поручили вести премию American Music Awards, что обернулось скандалом из-за чрезмерного обилия нецензурной лексики, которую постоянно приходилось «запикивать». В середине церемонии актриса Патриция Хитон покинула зал, не скрывая отвращения от происходящего. В 2008 году, во время премии BRIT Awards, случилась похожая неприятная ситуация: Шэрон назвала комедианта Вика Ривза мерзавцем и в дальнейшем ещё раз оскорбила, находясь, по слухам, в алкогольном опьянении.

### Спорные ситуации

#### Выступление Iron Maiden на Ozzfest
20 августа 2005 года Iron Maiden в последний раз выступали на Ozzfest’е в Сан-Бернардино, Калифорния, где произошла серия негативных событий, виновницей которых стала Шэрон Осборн. Её действия были направлены против Брюса Дикинсона, ранее высказавшемуся негативно о реалити-шоу Осборнов и Оззи лично.
Во время исполнения первой песни несколько человек в толпе (которых подговорила Шэрон) кидали в группу яйца, лёд и крышки от бутылок. Также сообщали, что Келли кидала разные вещи в участников Iron Maiden. К моменту исполнения третьей песни аппаратура полностью выключилась, и на одной из аудиозаписей слышно, как Дикинсон обвиняет организаторов фестиваля в преднамеренном срыве выступления. Iron Maiden не знали, что втайне от них проигрывалась запись с кричалкой: «Оззи! Оззи! Оззи!». После ухода Iron Maiden со сцены вышла Шэрон, чтобы сделать несколько заявлений. Она сказала, что несмотря на то, что ей нравится группа, Дикинсона она считает «мерзавцем, который неуважительно относится к фестивалю и Оззи». Позднее Дикинсон заявил, что никогда не выступал с критикой фестиваля или самого Оззи: «Это настоящая буря в стакане. Я вырос, слушая ранние песни Sabbath с Оззи. Sabbath и Оззи — иконы, и всё на этом. Учитывая тот факт, что мне не нравятся реалити-шоу, я не собираюсь протягивать оливковую ветвь и семейству Кардашьянов». В последующие годы Шэрон неоднократно говорила, что Дикинсон завидует Оззи.

#### Дело Кэтрин Киу и обвинения в расизме
В июле 2011 года Осборн и её соведущие ток-шоу «Разговор» (англ. The Talk) были раскритикованы за поведение во время обсуждения резонансной истории Кэтрин Киу. Шэрон назвала процесс принудительного отрезания полового члена и выбрасывание его в измельчитель пищевых отходов «достаточно впечатляющим». Одна из соведущих, Сара Гилберт, отметила, что «обсуждение происходит с долей сексизма, ведь если бы мужчина отрезал грудь женщине, никто бы не смеялся», на что Осборн возразила, что это разные ситуации. Позднее Шэрон принесла извинения. Осенью того же года из программы ушли Лиа Ремини и Холли Робинсон-Пит. Ремини оспаривала своё увольнение и заявляла, что покинула шоу по вине Осборн.
10 марта 2021 года, когда в эфире «Разговоров» обсуждалось скандальное интервью Меган Маркл у Опры Уинфри, Осборн поддержала негативные комментарии Пирса Моргана, который выступал с критикой действий герцогини Сассекской и заявил, что «не верит ни единому её слову», в результате чего началась резкая перепалка с соведущей, Шерил Андервуд. Поведение Шэрон по отношению к Шерил было названо резким и агрессивным. В том же месяце в сети появились невыпущенные кадры 2018 года, где Шэрон обсуждает цвет кожи Меган, говоря, что «она [Меган] не чернокожая, и не выглядит, как чернокожая». После расследования телеканала Осборн пришлось покинуть проект. В тот же период Ремини и Робинсон-Пит вновь напомнили о своём увольнении из программы, и рассказали, что Осборн также неуважительно относилась и к ним, допуская расистские высказывания; Шэрон угрожала судебными исками за клевету, но дело до суда так и не дошло.

#### История уволенного ассистента
В 2019 году Осборн стала гостьей одного из выпусков шоу «Лгу ли я тебе?», где нужно было озвучить любое утверждение о себе, а остальные угадывали, правда это, или нет. Шэрон утверждала, что когда в её доме произошёл пожар из-за не задутой на ночь свечи (это был подарок Говарда Стерна), она заставила ассистента вернуться в горящий дом, чтобы успеть вынести несколько картин. Она также сказала, что забрала у него кислородную маску, чтобы отдать своей собаке. Ассистент не нашёл данную ситуацию смешной, думая, что у него может быть повреждение лёгких из-за вдыхания дыма. После обсуждения Осборн подтвердила, что инцидент действительно произошёл много лет назад. Публика, однако, не посчитала историю смешной, раскритиковав Шэрон, которая заявила, что уволила ассистента лишь спустя 15 лет после этого случая.

#### Фестиваль Коачелла
В апреле 2025 года Осборн выступила с критикой организаторов фестиваля Коачелла, Goldenvoice, за приглашение выступить ирландской рэп-группе Kneecap. Их выступление включало в себя скандирование слогана «Свободная Палестина!» и сообщения, осуждающие геноцид в Газе, а также действия правительств США и Израиля, которые были зацензурированы в прямом эфире. Goldenvoice заявили, что ничего не знали о демонстрации Kneecap своей политической позиции во время выступления, однако Осборн назвала их слова «неправдоподобными», потому что «знала людей, которые были обеспокоены включением Kneecap в финальный состав выступающих» и призвала к аннулированию рабочих виз коллектива. Один из участников группы, Mo Chara, подтвердил, что Kneecap поддерживают Палестину, и посоветовал Шэрон послушать «War Pigs».

## Личная жизнь

### Семья

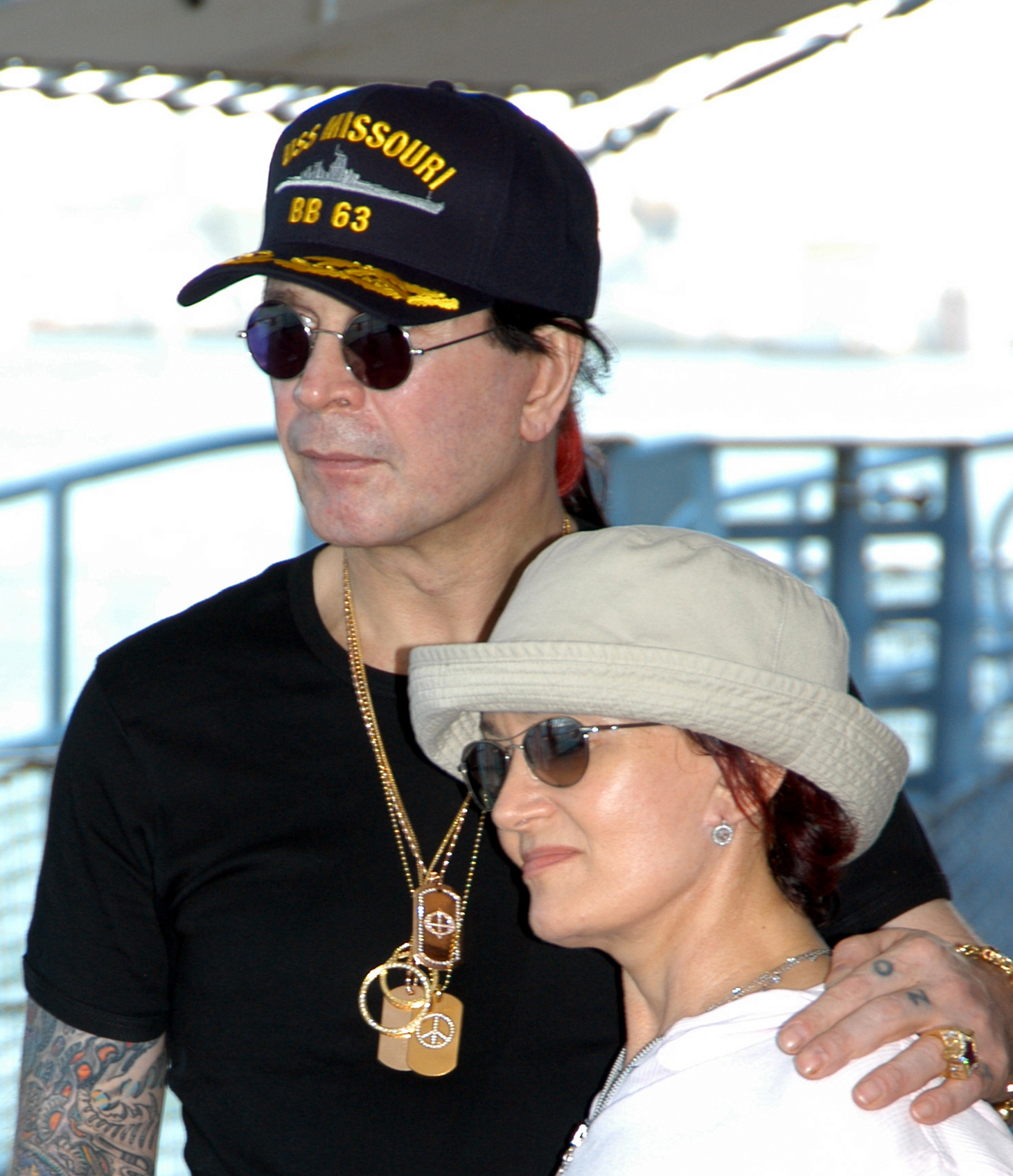
Шэрон и Оззи Осборн в 2004 году

Шэрон Осборн (в девичестве Леви) познакомилась со своим будущим мужем, вокалистом Black Sabbath, Оззи Осборном, в 1970 году, когда ей было 18 лет. В 1979 году Оззи увольняют из группы, и у него начинается роман с Шэрон, она также становится его менеджером. Пара поженилась 4 июля 1982 года на острове Мауи. В браке родились трое детей: Эйми (р. 1983), Келли (р. 1984) и Джек (р. 1985). До появления детей Шэрон пережила три выкидыша, и позднее ей сделали операцию из-за истмико-цервикальной недостаточности. Свои проблемы Осборн связывала с самым первым абортом, который сделала в 17 лет.
Оззи всегда публично выражал свои чувства к супруге, называя её «своим сердцем и душой», и неоднократно рассказывал, что «давно умер бы без неё». В 2016 году стало известно, что Оззи на протяжении четырёх лет изменял ей со своим парикмахером, и Шэрон пыталась покончить с собой. В 2019 году Оззи диагностировали болезнь Паркинсона, от последствий которой он скончался 22 июля 2025 года.
В июле 2002 года Осборн усыновила 18-летнего Роберта, друга Келли, у которого мать ранее скончалась от колоректального рака, однако вскоре его отправили к биологическому отцу после нервного срыва, и Шэрон заявила, что законного усыновления не было.

### Здоровье
Осборн страдала нервной булимией на протяжении многих лет. В 1999 году она потеряла 45 кг веса после бандажирования желудка. В 2006 году рассказала, что за последний год набрала 15 фунтов веса, и её пластиковую повязку снимут. В 2020 году, во время пандемии COVID-19 поправилась на 10 фунтов и заявила, что начнёт делать упражнения, чтобы привести себя в форму. В 2023 году призналась, что потеряла 42 фунта веса благодаря «Оземпику».
3 июля 2002 года стало известно, что Осборн делают операцию по удалению опухоли, поддающейся лечению. Две недели спустя было объявлено, что Шэрон диагностировали колоректальный рак, и метастазы распространились до лимфатических узлов, что представляло большую опасность. Шэрон удалось победить болезнь, несмотря на прогноз успешного лечения в 33% случаев. Время лечения совпало со съёмками «Семейки Осборнов», и всё было показано, в том числе переживания Оззи и детей; Оззи говорил, что «разваливается на части» и вновь стал выпивать, а Джек пытался покончить с собой из-за депрессии на фоне переживаний о здоровье матери. В августе 2004 года Шэрон основала Программу по борьбе с колоректальным раком.
Шэрон открыто говорила о многочисленных пластических операциях, которые сделала для поддержания внешнего вида. Она делала подтяжку лица, абдоминопластику, подтяжку груди и множество других процедур, при этом подчеркнув, что никогда не будет делать операции на глаза и губы. Все операции обошлись ей в 300 тысяч фунтов. В октябре 2021 года Осборн сделала подтяжку лица в 3 раз (после операции в 1987 и 2002), в результате чего один её глаз был ниже другого, и она, по собственным словам, «была похожа на циклопа». В марте 2024 года заявила, что больше не будет делать пластических операций.

### Бытовые инциденты
На протяжении многих лет брак Осборнов был омрачён употреблением алкоголя, наркотиков и жестокостью. Между ними регулярно случались драки, во время которых, по словам Шэрон, они «выбивали друг из друга дурь». Однажды она назвала себя «избитой женщиной» после того, как во время ссоры Оззи выбил ей два передних зуба. Резонансный случай произошёл в 1989 году, когда Оззи вернулся с Московского международного фестиваля мира и был арестован за покушение на убийство, когда в состоянии алкогольного и наркотического опьянения попытался задушить Шэрон. После инцидента Оззи полгода проходил реабилитацию, Шэрон восстановила свою веру в их отношения и не стала выдвигать обвинений.
В 2004 году дом Осборнов в деревне Джорданс в Бакингемшире был ограблен, преступник вынес множество драгоценностей, общая стоимость которых превышает 2 млн фунтов. Осборн появлялась в программе «Криминальный дозор» и предложила 1 млн фунтов тому, кто сможет вернуть все её украшения. В марте 2005 года ночью в особняке Джорданс вспыхнул пожар, и супругам пришлось бежать из дома. В 2006 году в особняке вновь произошёл пожар.

## Фильмография
| Год       |   | Русское название           | Оригинальное название           | Роль                                |
| --------- | - | -------------------------- | ------------------------------- | ----------------------------------- |
| 2002      | ф | Остин Пауэрс: Голдмембер   | Austin Powers in Goldmember     | В роли самой себя                   |
| 2002—2005 | с | Семейка Осборнов           | The Osbournes                   | В роли самой себя                   |
| 2004      | с | Дни нашей жизни            | Days of Our Lives               | В роли самой себя                   |
| 2004      | с | Уилл и Грейс               | Will & Grace                    | Няня                                |
| 2006      | ф | Гарфилд 2                  | Garfield: A Tale of Two Kitties | Кристоф                             |
| 2006      | ф | Мальчик в девочке          | It’s a Boy Girl Thing           | Делла Дин                           |
| 2007      | с | Доктор Кто                 | Doctor Who                      | В роли самой себя (3 сезон 12 серия |
| 2012      | с | Всю ночь напролёт          | All Night                       | В роли самой себя                   |
| 2013      | с | Миллеры в разводе          | The Millers                     | В роли самой себя                   |
| 2013      | с | Гриффины                   | Family Guy                      | В роли самой себя                   |
| 2014      | с | Возвращение                | The Comeback                    | В роли самой себя                   |
| 2014      | с | C.S.I.: Место преступления | CSI: Crime Scene Investigation  | Элси Мэсси                          |
| 2016      | с | Супергёрл                  | Supergirl                       | В роли самой себя                   |
| 2016      | с | 7 гномов                   | The 7D                          | Герцогиня Мрачная                   |
| 2018      | с | Счастливы вместе           | Happy Together                  | В роли самой себя                   |
| 2018      | с | Девственница Джейн         | Jane The Virgin                 | В роли самой себя                   |
| 2020      | с | Конноры                    | The Conners                     | В роли самой себя                   |
| 2020      | с | Шучу                       | Kidding                         | В роли самой себя                   |
| 2020      | с | Люцифер                    | Lucifer                         | В роли самой себя                   |

## Награды и номинации
| Год  | Название церемонии        | Награда                           | Примечание |
| ---- | ------------------------- | --------------------------------- | ---------- |
| 2002 | Woman of the Year         | Женщина Года                      | [ 144 ]    |
| 2002 | Creative Arts Emmy Awards | Лучшее реалити-шоу на телевидении | [ 145 ]    |
| 2006 | Silver Clef Award         | За вклад в музыкальную индустрию  | [ 146 ]    |
| 2006 | British Book Awards       | Биография года                    | [ 147 ]    |

- В 2003 году Шэрон победила в опросе по категории «Самая потрясающая женщина 2003 года» на сайте Hangbag.com[148].
- В 2006 году получила специальную награду «Звёздная мама года»[149].